# Trifești (gmina Horea)
Trifești – wieś w Rumunii, w okręgu Alba, w gminie Horea. W 2011 roku liczyła 95 mieszkańców.